# Lee Isaac Chung

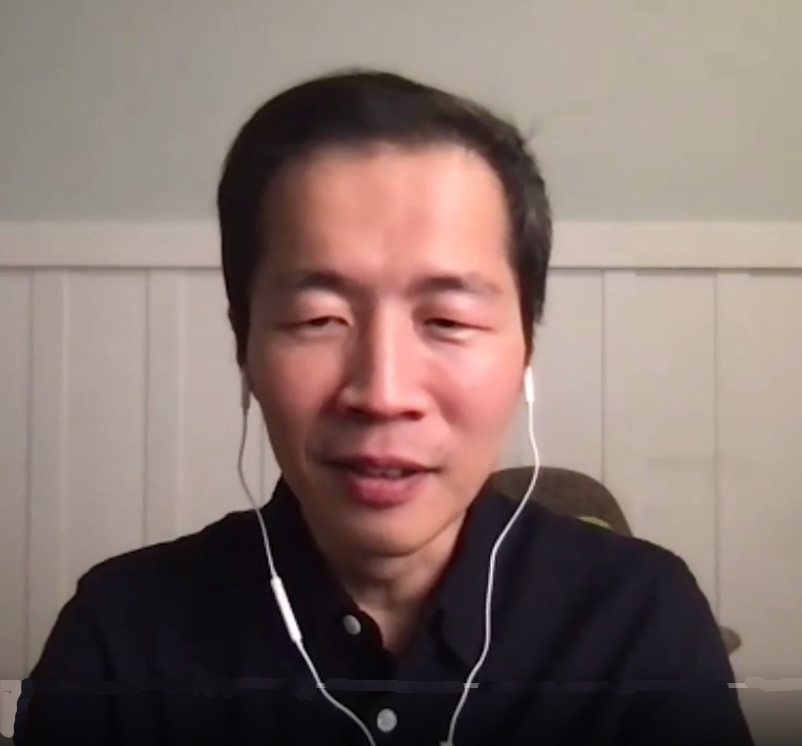
Lee Isaac Chung, 2021

Lee Isaac Chung (kurz auch nur Isaac, * 19. Oktober 1978 in Denver) ist ein US-amerikanischer Filmregisseur und Drehbuchautor.

## Leben
Lee Isaac Chung wurde in Denver in Colorado geboren und wuchs in Lincoln auf, einer kleinen Stadt in den Ozark Mountains in Arkansas, wo seine Familie eine Farm besaß. Seine Eltern immigrierten aus Korea in die USA.
Chung hatte ursprünglich an der Yale University Biologie studiert. Während seines Studiums musste er einen ergänzenden Kunstkurs belegen und erlernte so die Praxis des Filmemachens. Daraufhin überdachte Chung seine beruflichen Pläne und begann stattdessen ein Filmstudium an der University of Utah, das er 2004 mit einem Master of Fine Arts abschloss.
Nach einigen Kurzfilmen, unter anderem auf Spanisch, stellte er 2007 sein Spielfilmdebüt Munyurangabo bei den Filmfestspielen von Cannes vor, in dem ein Hutu und ein Tutsi, die gemeinsam in Ruandas Hauptstadt Kigali arbeiten, allen Hindernissen zum Trotz eine Freundschaft beginnen. Seinen zweiten Film Lucky Life entwickelte er gemeinsam mit der Cinefondation der Filmfestspiele von Cannes und stellte ihn bei 2010 beim Tribeca Film Festival und den Filmfestspielen in Turin vor. Für diesen Film verlegte Chung die gezeigte Freundschaft an die Südostküste der USA. Sein dritter Film Abigail Harm gewann den Preis der Jury beim LA Asian Pacific Film Festival, wo Chung zudem als bester Regisseur ausgezeichnet wurde.
Bei seinem vierten Film Minari – Wo wir Wurzeln schlagen, mit Han Ye-ri und Steven Yeun in den Hauptrollen, der im Januar 2020 beim Sundance Film Festival seine Premiere feierte, stellte er koreanische Immigranten ins Zentrum. Mit der Arbeit am Drehbuch für Minari begann Chung im Februar 2018, nachdem er schon eine ganze Weile mit dem Gedanken an einen semi-autobiografischen Film gespielt hatte. Chung wuchs in ähnlicher Weise auf, wie die Figur des 7-jährigen David Yi, gleichzeitig konnte er sich während des Schreibprozesses aber auch mit der Figur des Vaters identifizieren, da er  im selben Alter wie Jacob Yi war. Es sei auch eine Möglichkeit für ihn gewesen, über das Leben seines eigenen Vaters in dieser Zeit nachzudenken, so Chung. Minari gewann bis März 2021 über 80 Film- und Festivalpreise, darunter der Golden Globe Award für den besten fremdsprachigen Film und wurde für mehr als 200 weitere nominiert. Bei der Oscarverleihung 2021 folgten sechs Nominierungen, darunter für Chung selbst in den Kategorien Beste Regie und Bestes Originaldrehbuch. Im Sommer 2021 wurde er Mitglied der Academy of Motion Picture Arts and Sciences. Seine folgender Spielfilm, Twisters, wurde im Sommer 2024 veröffentlicht, zuvor inszenierte er eine Folge der Serie The Mandalorian.
Chung lebt mit seiner Frau Valerie Chu in Boerum Hill, Brooklyn. Sie arbeitet als Kunsttherapeutin und war bereits an der Entstehung von Munyurangabo beteiligt. Ihre Freiwilligenarbeit in Ruanda mit überlebenden Jugendlichen des Völkermords hatte Chung veranlasst, diesen Film in Ruanda zu drehen. Valerie Chu war zudem bei seinem Film Abigail Harm für das Szenenbild verantwortlich. Die beiden haben eine Tochter mit dem Namen Livia.

## Filmografie (Auswahl)
- 2007: Munyurangabo
- 2010: Lucky Life
- 2012: Abigail Harm
- 2015: I Have Seen My Last Born (Dokumentarfilm)
- 2020: Minari – Wo wir Wurzeln schlagen (Minari)
- 2023: The Mandalorian (Fernsehserie, 1 Folge)
- 2024: Twisters
- 2024: Star Wars: Skeleton Crew (Fernsehserie, 1 Folge)

## Auszeichnungen (Auswahl)
British Academy Film Award
- 2021: Nominierung für die Beste Regie (Minari – Wo wir Wurzeln schlagen)[11]

Chicago Film Critics Association Award
- 2020: Nominierung als Vielversprechendster Filmemacher (Minari – Wo wir Wurzeln schlagen)[12]

Critics’ Choice Movie Award
- 2021: Nominierung für die Beste Regie (Minari – Wo wir Wurzeln schlagen)
- 2021:  Nominierung für das Beste Originaldrehbuch (Minari – Wo wir Wurzeln schlagen)

Festival des amerikanischen Films
- 2020: Nominierung für den Grand Special Prize (Minari – Wo wir Wurzeln schlagen)
- 2020: Nominierung für den Publikumspreis (Minari – Wo wir Wurzeln schlagen)[13]

Independent Spirit Award
- 2021: Nominierung für die Beste Regie (Minari – Wo wir Wurzeln schlagen)[14]

Internationale Filmfestspiele von Cannes
- 2007: Nominierung für den Un Certain Regard Award (Munyurangabo)
- 2007: Nominierung für die Caméra d’Or (Munyurangabo)

Oscar
- 2021: Nominierung für das Beste Originaldrehbuch (Minari – Wo wir Wurzeln schlagen)
- 2021: Nominierung für die Beste Regie (Minari – Wo wir Wurzeln schlagen)

Sundance Film Festival
- 2020: Auszeichnung mit dem Großen Preis der Jury – Dramatic (Minari – Wo wir Wurzeln schlagen)
- 2020: Auszeichnung mit dem Publikumspreis – Dramatic (Minari – Wo wir Wurzeln schlagen)

Tribeca Film Festival
- 2010: Nominierung für den Jury Award – Best Narrative Feature (Lucky Life)[15]